# Ivan Garanin
Ivan Ivanovič Garanin (in russo Иван Иванович Гаранин?; Sokolovka, 1º agosto 1945) è un ex fondista sovietico dal 1991, russo.

## Carriera

### Carriera da allenatore
Dopo il ritiro lavorò come allenatore dei fondisti della nazionale russa.

## Palmarès

### Olimpiadi
- 2 medaglie:
  - 2 bronzi (30 km[1] a Innsbruck 1976 e staffetta[1] a Innsbruck 1976).